# Emeterio Cuadrado
Emeterio Cuadrado Díaz (Murcia, 9 de septiembre de 1907-Madrid, 12 de enero de 2002) fue ingeniero de caminos, canales y puertos (embalse de Valmayor) y arqueólogo español, pionero de la arqueología española, en especial de la arqueología ibérica. Fundador de la Asociación Española de Amigos de la Arqueología.

## Biografía
Emeterio Cuadrado natural de Murcia, se trasladó a Madrid para estudiar Ingeniería de Caminos, Canales y Puertos, carrera que terminó en 1931. Su vocación arqueológica nació con su trabajo como jefe de proyectos de la Mancomunidad de Canales del Taibilla, conducentes a proporcionar agua potable a Cartagena y su comarca. Después empezó a trabajar en el Canal de Isabel II, donde estaría desde 1951 hasta su jubilación en 1977. Entre otras obras realizó la obra del embalse de Valmayor.
En los años previos al descubrimiento de El Cigarralejo, sus trabajos arqueológicos en el sureste hispano le propiciaron un primer y fructífero contacto con la cultura del Argar, descubierta años antes por otro ilustre ingeniero, Rogelio de Inchaurrandieta. Cuando elaboró una completa clasificación de la cerámica argárica realizada en esa época a partir de sus hallazgos en el yacimiento de Almoloya, cercano a Pliego.
Emeterio Cuadrado, embrujado por sus raíces, por el paisaje cultural de su Murcia natal, se entusiasmó por la Arqueología prehistórica, por los tiempos de El Argar y, definitivamente, decidido a desentrañar los misterios y tesoros arqueológicos de El Cigarralejo (Mula, Murcia), que descubrió casualmente en 1945. Aunque su labor estuvo limitada por los medios a su disposición, destrucción del registro por el empleo de excavadoras. 
Clave fue su papel como animador de la comunidad de arqueólogos que empezaban en España a aglutinarse en tomo a reuniones científicas como los Congresos Arqueológicos del Sudeste Español, en la que fue el Dr. Cuadrado compañero inseparable de D. Antonio Beltrán, su mentor principal, y de los que nacerían los más ambiciosos Congresos Nacionales de Arqueología.
Sus empeños se proyectaron principalmente a la excavación y el estudio de El Cigarralejo, del que había noticias de hallazgos curiosos desde, al menos, el siglo XVIII. La intuición y la suerte le llevaron a descubrir primero el célebre santuario e inmediatamente después la necrópolis, que empezó a excavar en 1947. En esa época, compró el terreno para asegurar su conservación y estudio.
El Museo de Arte Ibérico El Cigarralejo se creó para albergar una colección de materiales arqueológicos provenientes del yacimiento homónimo que el arqueólogo D. Emeterio Cuadrado descubrió, dedicándole a esta tarea 40 años para exhumar 547 tumbas entre 1948 y 1988.
Emeterio Cuadrado fundó la Asociación Española de Amigos de la Arqueología en 1968, y la presidió hasta su muerte.
La obra científica de Emeterio Cuadrado Díaz que, fiel reflejo de su fecundísima labor investigadora, supera más de 150 publicaciones en monografías, revistas, congresos y homenajes.
Cuadrado entabló fructíferos lazos de amistad y de ciencia con Miquel Tarradell, Juan Maluquer, Hermanfrid Schubart, Wilhelm Schüle, Nino Lamboglia, Antonio Arribas o Gratiniano Nieto, por citar sólo a unos pocos.
Por su labor recibió la Encomienda con placa de la Orden de Alfonso X el Sabio, pertenencia al Instituto Arqueológico Alemán, a la Asociación de Arqueólogos Portugueses, al italiano Instituto de Estudios Ligures, y su incorporación como doctor honoris causa al claustro de la Universidad de Murcia en mayo de 1985.